# Corbera de Llobregat
Corbera de Llobregat – gmina w Hiszpanii, w prowincji Barcelona, w Katalonii, o powierzchni 18,31 km². W 2011 roku gmina liczyła 14 231 mieszkańców.